# Plamen Tchoukanov
Plamen Tchoukanov (ur. 23 lipca 1974) – bułgarski, a od 2001 roku australijski zapaśnik walczący w stylu klasycznym. Zajął osiemnaste miejsce na mistrzostwach świata w 2002. Zajął piąte miejsce na igrzyskach Wschodniej Azji w 2001. Złoty medalista mistrzostw Oceanii w 2002. Drugi na MŚ juniorów w 1992 i młodzieży w 1993; trzeci na ME jumiorów w 1991 roku.